# Білий Луг (Свентокшиське воєводство)
Білий Луг (пол. Biały Ług) — село в Польщі, у гміні Слупія Конецька Конецького повіту Свентокшиського воєводства.
Населення — 42 особи (2011).
У 1975-1998 роках село належало до Келецького воєводства.

## Демографія
Демографічна структура на день 31 березня 2011 року:
|          | Загалом | Допрацездатний вік | Працездатний вік | Постпрацездатний вік |
| -------- | ------- | ------------------ | ---------------- | -------------------- |
| Чоловіки | 21      | 2                  | 15               | 4                    |
| Жінки    | 21      | 6                  | 7                | 8                    |
| Разом    | 42      | 8                  | 22               | 12                   |